# 夜城系列小說
夜城系列（The Nightside Series）是由英國作家賽門·葛林（Simon R. Green）所創作的奇幻小說系列作品，兼有都會奇幻與推理的元素。

## 故事背景
夜城是一個沉浸在黑暗中的城市，它位於倫敦中心地帶某處，時間永遠停留在凌晨三點，黎明永遠不會出現。
這裡也是個充滿無限可能的地方，所有事情都有可能發生，吸引著來自世界各地、充滿各種慾望的人們，甚至其他不是人類的東西湧往夜城。
主角約翰·泰勒是夜城中的私家偵探，他不辦刑事案件、不碰難解之謎，唯一受理的案件是尋找失物。但不管是什麼東西或是什麼人他都能找到，即使被找的東西並非實體也一樣。
故事內容除了泰勒偵辦案件的過程之外，還包括他和朋友蘇西·休特、剃刀艾迪等人的冒險故事，前六集還有一個主線是泰勒本人的身世之謎，但在第六集結束時，己解開身世所有謎團，第七集開始就回到硬派奇幻偵探小說的內容。

## 主要人物
- 約翰·泰勒－本作主角，職業是私家偵探，擁有尋找各種事物的特殊能力（夜城術語稱為「天賦」），據說其母親是個力量強大的實體，父親得知真相後酗酒醉死，似乎是個不容小覷的人物。

- 凱西－原是泰勒在辦案過程中所救的一個年輕女孩，日後成為其秘書，泰勒把她當成一個任性的女兒看待。

- 蘇西·休特－泰勒的多年好友，職業為賞金獵人，善於使用霰彈槍，性格暴力，人稱「霰彈蘇西」，又叫「喔，天啊！是她，快跑！」，但心中似乎藏有某段不為人知的祕密。泰勒對她有超乎友誼的感情，曾因通緝賞金而對泰勒開了一槍。

- 剃刀艾迪－泰勒的多年好友，因與諸神之街之神祇訂約而得不死之身，成為「刮鬍刀之神」，使用的武器為剃刀。

- 亨利·渥克－夜城掌權者的代表，與泰勒的父親是好友，擁有能夠指使任何人的聲音。

- 死亡男孩－死而復生的活死人，永遠停留在17歲，是泰勒在工作上的夥伴。

- 艾利克斯·墨萊西－泰勒多年的好友，為「陌生人酒館」的老闆，臉上永遠掛著一副自怨自艾的一號表情，為梅林．撒旦斯邦的後代。

## 系列作品
以下為夜城系列作品，並按次序排列，各集內容雖有相關，但每集故事基本上獨立。
- 01《永夜之城》（Something From The Nightside） 出版日：2006年11月15日

- 02《天使戰爭》（Agents of Light and Darkness） 出版日：2007年1月15日

- 03《夜鶯的嘆息》（Nightingale's Lament） 出版日：2007年4月10日

- 04《魔女归来》（Hex and the City） 出版日：2007年7月17日

- 05《錯過的旅途》（Paths not Taken） 出版日：2007年11月8日

- 06《毒蛇的利齒》（Sharper than a Serpent's Tooth） 出版日：2008年2月2日

- 07《地獄債》（Hell to Pay） 出版日：2009年1月16日

- 08《非自然詢問報》（The Unnatural Inquirer） 出版日：2009年4月27日

- 09《又見審判日》（Just Another Judgement Day） 出版日：2009年11月10日

- 10《黃昏三兄弟》（The Good, the Bad, and the Uncanny） 出版日：2013年3月20日

- 11《一日騎士》（A Hard Day's Knight） 出版日：2013年4月17日

- 12《日昇之夜》（The Bride Wore Black Leather） 出版日：2013年6月11日

## 相關作品
以下作品雖與夜城有關，但僅套用其中設定與背景而非系列續作，相當於外傳形式。
- 《影子瀑布》（Shadows Fall）

- 《夜城漫步》（A Walk on the Nightside）（暫譯，未出版）

- 《秘史系列》（The Secret Histories）

- 01《守護者之心》（The Man With The Golden Torc）
- 02《惡魔恆長久》（Daemons Are Forever）
- 03《作祟情報員》（The Spy Who Haunted Me）
- 04《錯亂永生者》（From Hell With Love）
- 05《天堂眼》（For Heaven`s Eyes Only）
- 06《卓德不死》（Live and Let Drood）
- 07《地獄夜總會》（Casino Infernale）
- 08《第十三號囚房》（Property of a Lady Faire）
- 09《卓德殺機》（From a Drood to a Kill）
- 10（Dr. DOA）(未出版)
- 11（Moonbreaker）(未出版)
- 12（Night Fall）(未出版)